# Drásov (Brno-vidéki járás)
Drásov település Csehországban, a Brno-vidéki járásban. Drásov Železné, Tišnov, Čebín, Malhostovice, Všechovice és Hradčany településekkel határos. Lakosainak száma 2099 fő (2024. január 1.).

## Népesség
A település lakosságának változását az alábbi diagram mutatja:
| Lakosok száma | 642  | 650  | 823  | 942  | 1116 | 1164 | 1691 | 1836 | 2029 | 2099 |
|               | 1869 | 1890 | 1921 | 1950 | 1980 | 2001 | 2017 | 2019 | 2022 | 2024 |